# Podslivnica
Podslivnica je gručasto naselje na severovzhodnem pobočju Slivnice nad dolino Mahnečice, levega pritoka Cerkniščice, ob cesti Begunje pri Cerknici-Velike Bloke. Spada v občino Cerknica.
V bližnjih studencih je zajetje vodovoda za Cerknico. Nekdaj so v bližini vasi kopali kremen in ga vozili v glažuto na Javornikih nad Cerkniškim jezerom.
V naselju stoji cerkev sv. Frančiška Ksaverija.